# Wallfahrtskirche Hart

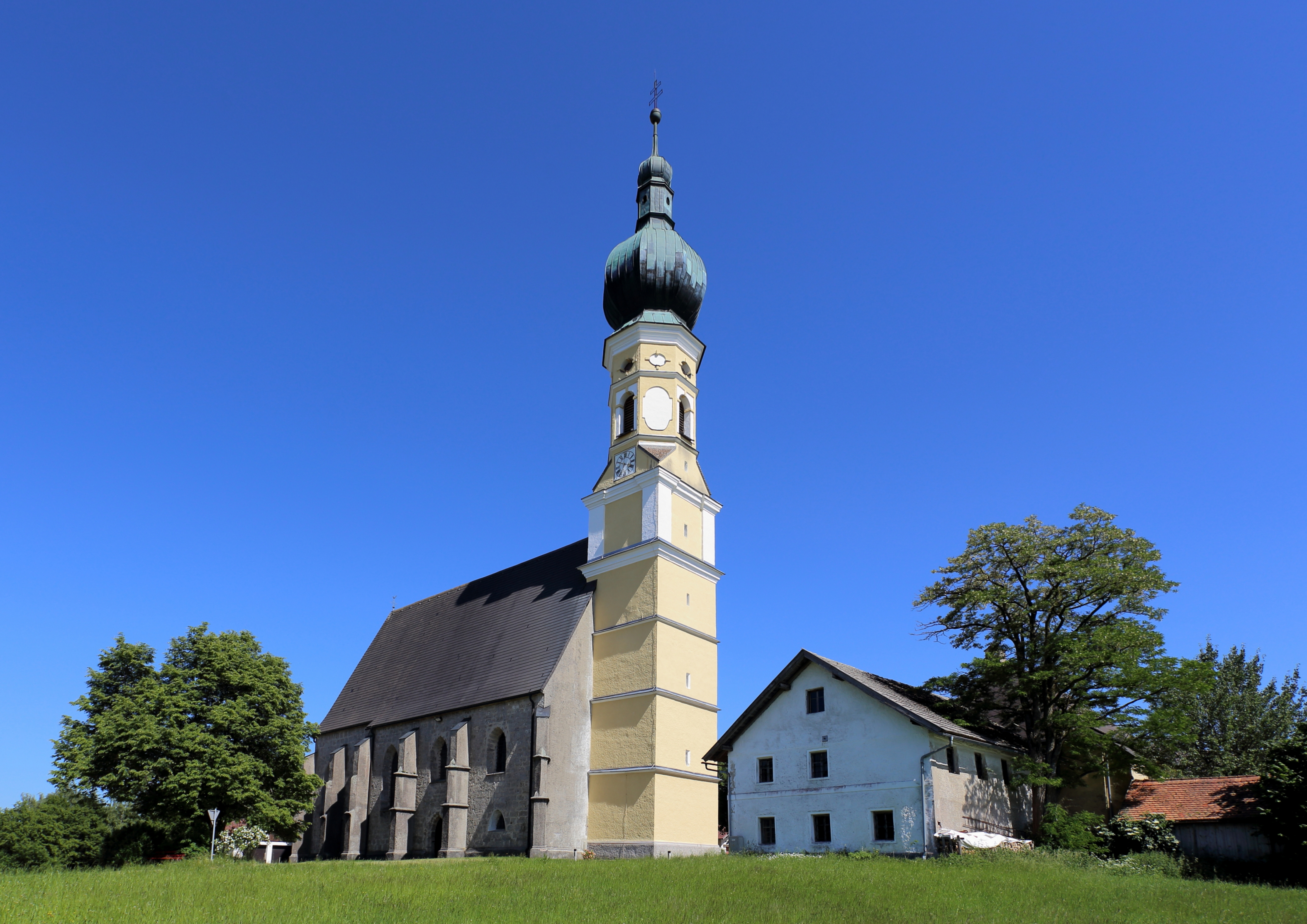
Wallfahrtskirche Hart

Die römisch-katholische Wallfahrtskirche Hart ist eine spätgotische Saalkirche im Ortsteil Hart von Pischelsdorf am Engelbach im Bezirk Braunau am Inn in Oberösterreich. Sie gehört als Filialkirche zur Pfarrkirche Pischelsdorf am Engelbach im Dekanat Mattighofen in der Diözese Linz.

## Geschichte
Die Kirche bildet die Nordseite des Dorfkerns und ist von einer Wiesenfläche umgeben. Sie wurde ursprünglich von Pischelsdorf aus betreut; seit 1863 ist sie die Filialkirche der Pfarre Pischelsdorf. Die Gründung der Kirche ist auf ein Hostienwunder in der Kirche von Auerbach in der Zeit um 1490 zurückzuführen. Die heutige Kirche soll an dem Ort stehen, an dem ein gestohlenes Ziborium mit Hostien gefunden wurde.
Das Bauwerk wurde beginnend mit dem Chor im Jahr 1515 erbaut, Langhaus und Turm wurden bis 1519 errichtet. Im Jahr 1560 wurde die Kirche mit Wandmalereien versehen, im Jahr 1582 ein Sebastiansaltar geweiht, erst 1600 erfolgte die Weihe der Kirche durch den Bischof von Passau. Die Sakristei wurde 1640 erbaut; im Jahr 1684 wurde der Turm erhöht und barockisiert. Renovierungen im Äußeren wurden in den Jahren 1980/81 durchgeführt; in den Jahren 2002–2009 wurde der Turm instand gesetzt und das Innere renoviert. Am 5. September 2022 konnte das renovierte Turmkreuz wieder auf die Spitze des Kirchturms gesteckt werden.

## Architektur
Das Bauwerk ist eine einschiffige spätgotische dreijochige Saalkirche mit einem eingezogenen, nur wenig höheren Chor mit Dreiachtelschluss. Es wird durch ein steiles Satteldach mit spätgotischem Dachstuhl abgeschlossen. Der Turm ist in sechs Etagen untergliedert; das oberste achteckige Stockwerk ist mit rundbogigen Klangarkaden geöffnet und wird durch eine Zwiebelhaube abgeschlossen. Im Turm hängt eine spätgotische Glocke aus der Zeit um 1515/20 mit geripptem Kronbogen und Dreipassfries am Hals (Ton d´).
An der Südseite der Kirche ist eine spätgotische Portalvorhalle angebaut, die innen mit spätgotischem Sterngewölbe geschlossen ist. Die frühbarocke, östlich an die Vorhalle anschließende Sakristei wurde 1640 erbaut; sie hat eine bemerkenswerte einheitliche Einrichtung aus der Zeit um 1640.
Das Innere wird durch ein spätgotisches Netzgewölbe abgeschlossen, im Chor ist die Rippenfiguration des Netzgewölbes gegenüber dem Langhaus leicht abgewandelt. Bedeutende Reste von Wandmalereien aus den 1560er Jahren sind im Chor erhalten, weiterhin Legendenbilder, die mit 1493 (dem Jahr des Hostienfrevels) und 1565 (dem Jahr der Wandmalereien) bezeichnet sind. Ein beachtliches schmiedeeisernes Chorgitter ist eine Burghauser Arbeit aus dem Jahr 1637. Es ist in acht Felder mit Doppelflügeltüren gegliedert und mit Blechschnitten und Spiralranken verziert; ein Opferstockkasten mit zwei Einwurföffnungen ist daran angebracht.

## Ausstattung

### Altäre
Die künstlerisch wertvollen barocken Altäre wurden in den Jahren um 1716 geschaffen. Die Figuren sind Werke Sebastian Hagenauers, die Figuren am Hochaltar sind von anderer Hand als die der Seitenaltäre. Die Altäre wurden in den Jahren 1858–60 renoviert und 2004/05 restauriert. Der Hochaltar besteht aus einem Aufbau aus gedrehten Doppelsäulen und Figuren dazwischen, darüber ist im breiten Altarauszug das Auge Gottes im Strahlenkranz dargestellt. Das Altarblatt zeigt die Verehrung des Allerheiligsten durch Engel und verschiedene Stände und ist mit J.B. Masthueber und der Jahreszahl 1716 bezeichnet. Die Figuren im Aufbau stellen die Heiligen Katharina und Barbara dar, diejenigen im Auszug Johannes den Täufer und Maria Magdalena. An der Rückseite des Altars ist eine enge Gebetsnische in den Boden eingelassen, sie bezeichnet den angeblichen Fundort des Ziboriums mit den Hostien.
Die Seitenaltäre sind gleichartig gestaltete Retabel mit gedrehten Säulen und volutenflankiertem Auszug ebenfalls aus der Zeit um 1716. Das Altarblatt des linken Seitenaltars zeigt die Befreiung des Heiligen Sebastian durch Engel, das Auszugsbild eine Halbfigur des Schmerzensmanns. Der rechte Seitenaltar zeigt im Altarblatt die Versuchung des Heiligen Antonius Abbas, die wahrscheinlich nicht ursprünglich für diesen Altar bestimmt war; das Auszugsbild zeigt eine Mater dolorosa.
Die beachtliche barocke Kanzel aus der Zeit um 1716 wurde 1860 neu gefasst. Der runde Korb mit einer hermenartigen Gliederung durch Voluten ist mit den Evangelistensymbolen versehen, in den Feldern dazwischen sind Evangelistenbilder und ein Relief des Guten Hirten zu sehen. Auf dem Schalldeckel ist eine Volutenbügelkrone mit einer bekrönenden Figur des Christus Salvator zu sehen.

### Einzelwerke
Von den zahlreichen Einzelbildwerken sind zu erwähnen:
- Kruzifix (um 1640) aus dem Umkreis der Gebrüder Zürn
- Madonna mit Kind auf der Mondsichel (2. Hälfte/Ende 17. Jahrhundert) mit flankierenden, nicht zugehörigen Putten (1. Hälfte 18. Jahrhundert)
- Leuchterengel 1. Hälfte 18. Jahrhundert
- Acht doppelseitig bemalte Holztafeln hinter dem Hochaltar, jeweils zwei Tafeln nebeneinander in barockem Rahmen mit einer Darstellung der Geschichte des Hostienfrevels aus der Zeit um 1620/1630
- Ehemaliges Hochaltarblatt mit Darstellung der Verherrlichung des Sakraments mit dem Datum 1626 und dem Signum A.E.
- Zahlreiche Votivbilder, teils im Chor und teils im Langhaus aus dem 17./18. Jahrhundert
- Reliquienpyramiden im Chor im Stil des späten 18. Jahrhunderts

## Orgel

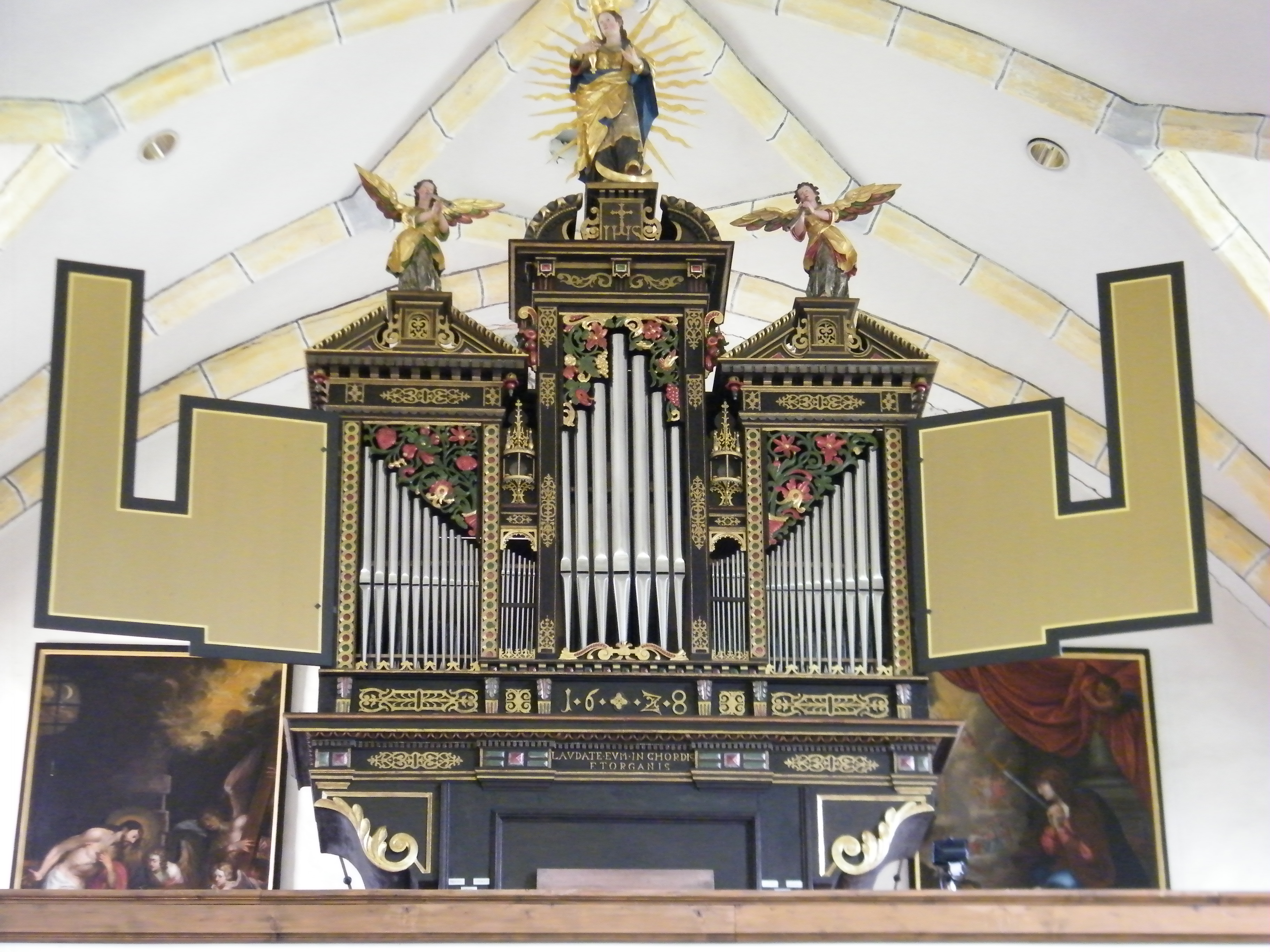
Orgel

Die Orgel ist ein historisch wertvolles Werk von Conrad Zerndl aus dem Jahr 1627/1628. Diese Tatsache wurde erst bei der Orgelrenovierung 2008 festgestellt, da bei den Arbeiten an der Orgel durch Öffnung eines Hohlraumes, der normalerweise zugeleimt bleibt, ein Meisterzettel des Burghauser Orgelbauers gefunden wurde. Der Zettel gibt als Erbauerdatum das Jahr 1627 an, am Gehäuse ist 1628 angeschrieben, das dürfte das Fertigstellungsjahr sein. Sie umfasst sechs Register auf einem Manual und gehört zu den ältesten Orgeln in Österreich. Sie wurde im Jahr 2008 von Jürgen Ahrend restauriert, wobei sie, unter Beibehaltung und Ergänzung des Bestands, auf die originale Gestalt zurückgeführt wurde. Die Fassung des Orgelgehäuses wurde freigelegt und ergänzt. Die Disposition lautet:
| Manual CE–c3 |       |
| Copel        | 8′    |
| Principal    | 4′    |
| Octav        | 2′    |
| Quint        | 1 ⁄3′ |
| Superoctav   | 1′    |
| Cimbl        |       |

Seit 2009 finden die Harter Orgelkonzerte mehrmals pro Jahr statt.